# Quick commerce

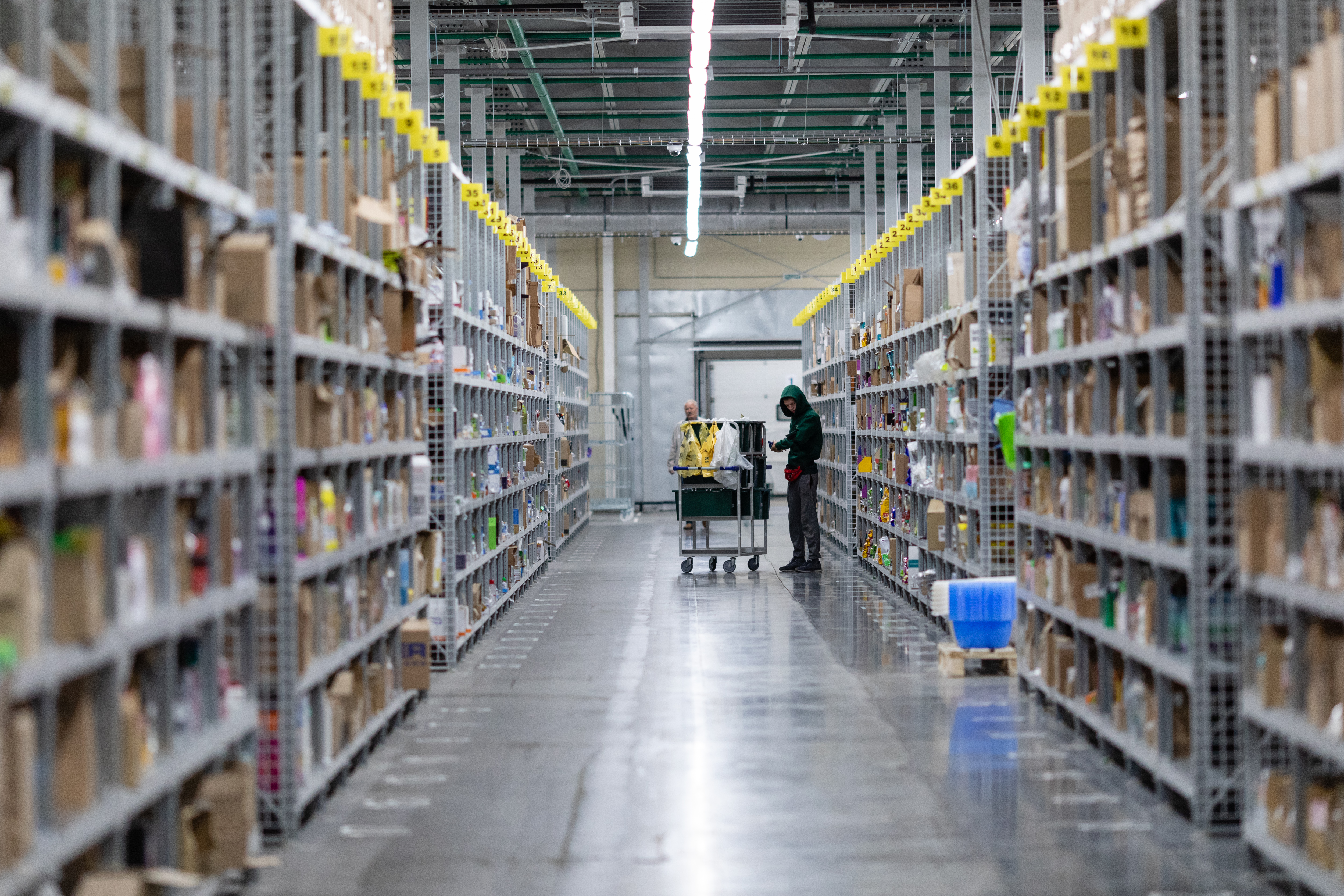
Un dark store situé à Moscou.

Le quick commerce, également appelé commerce rapide, est un type de commerce électronique où l'accent est mis sur les livraisons rapides, généralement en moins de trente minutes. Le quick commerce s'est développé à partir de la livraison de nourriture puis s'est rapidement étendu à d'autres catégories, notamment pour la livraison de courses, de médicaments, de cadeaux, de vêtements, etc.
En France, la notion de quick commerce s'appuie sur les dark stores et de dark kitchens. Ces lieux de distributions ne sont pas accessibles au public et sont donc considéré comme des entrepôts. Ce type de service peut ainsi à distinguer des services de livraison de repas comme Deliveroo ou Uber Eats, bien que ceux-ci se soient également positionnés sur le secteur du quick commerce.

## Histoire
Le quick commerce se développe à partir de 2011, avec des sociétés comme Postmates aux États-Unis, Delivery Hero en Allemagne, mais n'a commencé à prendre de l'ampleur et du terrain que vers 2017, avec des sociétés comme le chinois Meituan.
Initialement, le délai de livraison oscillait autour de 60 minutes, mais à partir de 2019, plusieurs entreprises ont lancé des concepts d'entrepôts locaux (dark stores et dark kitchens) pour réduire le délai à 20 minutes.
Depuis le début des années 2020, les restrictions imposées en raison de la pandémie de COVID-19 ont donné un élan majeur au quick commerce en permettant aux détaillants de rester actifs et opérationnels via des livraisons rapides à domicile. Ces restrictions prolongées ont entraîné un changement de comportement des consommateurs à long terme vers des livraisons rapides et ont fait du quick commerce la troisième génération de commerce.

## Tendances
Cette catégorie en pleine croissance propose un large choix de produits à tout moment de la journée et s'adresse en particulier aux ménages d'une seule personne. En 2020, le marché du quick commerce était estimé à 300 millions de dollars et une croissance de 10 à 15 fois au cours des cinq années qui s'ensuit était prédit, pour atteindre 5 milliards de dollars.
Toutefois, en France, le concept peine à s'imposer et, au printemps 2024, plusieurs acteurs ayant émergé au cours des cinq années précédentes avaient disparu, comme Getir, Flink ou Gorillas. Outre l'inflation, le durcissement réglementaire, en particulier la décision du Conseil d'État assimilant les dark stores à des entrepôts et la publication d'un rapport parlementaire appelant à davantage de règlementations, a provoqué le départ de ces enseignes,.